# Morava-Palast

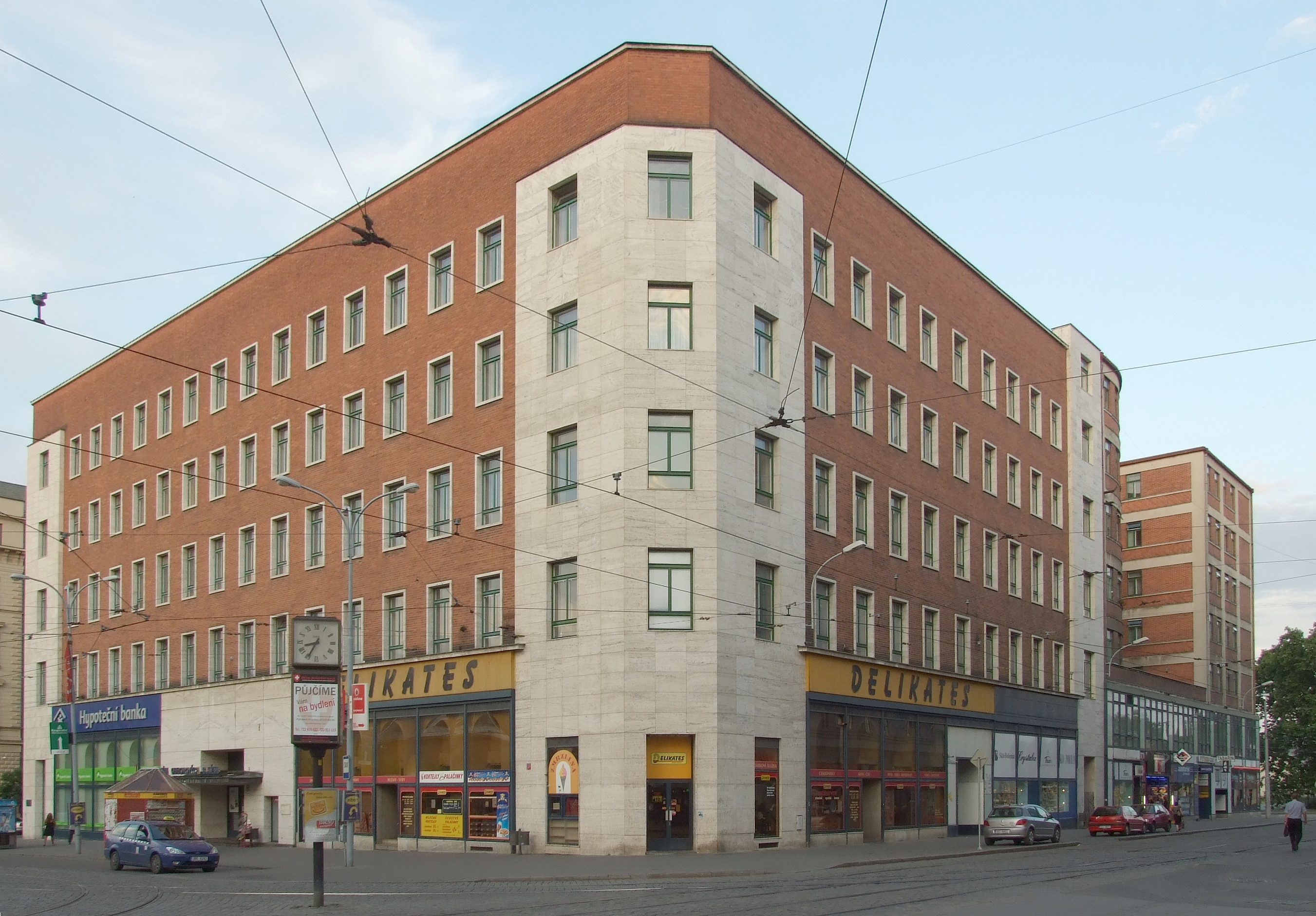
Der Morava-Palast von Nordwesten.

Der Morava-Palast (tschech. Palác Morava) ist ein funktionalistisches Gebäude im Zentrum von Brünn in Tschechien.

## Geschichte
1926 wurde ein Architekturwettbewerb für ein Hotel ausgeschrieben, welches am Standort des früheren Konzerthauses entstehen sollte. Neben einheimischen Architekten nahmen auch Berühmtheiten wie Peter Behrens und Jacobus Johannes Pieter Oud am Wettbewerb teil. Letztendlich wurde der Bauplatz von Arnošt Wiesner mit einem leicht veränderten Gebäudekomplex bebaut. Zu bewältigen hatte er dabei nicht nur eine schwierige Parzellenform, sondern auch einen ungünstigen Baugrund. Während des Entwurfes kooperierte er mit dem Bauingenieur Jaroslav Valenta.
Im Erdgeschoss existiert ein Geschäftszone, ein Kinosaal und eine Bar. Ein Kaffeehaus lag im ersten Obergeschoss mit einer großen angrenzenden Terrasse. Dank eines genialen Belichtungskonzepts im Obergeschoss, konnte Wiesner dort exklusive Wohnappartements errichten.
Der Kontrast zwischen Stahlbeton und den Verblenderklinkersteinen ist ebenfalls sehr interessant. Später entwarf Wiesner einen Verbindungsbau für die Mährische Lebensversicherungsgesellschaft (Moravská zemská životní pojišťovna). Das Projekt wurde 1936 beendet.
Koordinaten: 49° 11′ 42,74″ N, 16° 36′ 50,31″ O